# کلاودییا کوژنکووا
کلاودییا کوژنکووا (انگلیسی: Klavdija Koženkova; ۲۲ مارس ۱۹۴۹ – ) قایقران روئینگ اهل لیتوانی بود.
وی در مسابقات کشوری و بین‌المللی در مجموع برندهٔ ۱ مدال طلا، ۱ مدال نقره شده‌است.